# 圣阿维 (塔恩省)
圣阿维（法語：Saint-Avit）是法国南部-比利牛斯大区 塔恩省的一个市镇，属于卡斯特尔区 杜尔格县。该市镇2009年时的人口 为265人。

## 人口
圣阿维人口变化图示
| 数据来源：INSEE |